# 終極動員令 (1995年遊戲)
《終極動員令》，简稱C&C，后又稱《終極動員令：泰伯倫黎明》，是西木工作室在1995年所製作的即时战略電腦遊戲，并由維京互動娛樂公司發行于MS-DOS平台。包括一部前传和五款续作在内，本作是12款貼上“Command & Conquer”標籤遊戲中的首款。这是命令与征服系列及其衍生系列“泰伯利亚”的第一部作品。
《終極動員令》的遊戲背景設定在1995年，主要述說世界上兩大陣營的故事：聯合國組成的全球防衛組織（GDI）和古老的半宗教、半國家組織NOD兄弟會。雙方為了爭奪一種叫做泰伯倫的神秘資源而展開了激烈爭鬥，而与此同时，泰伯倫正在逐渐擴散并感染世界。
《終極動員令》發行以來，受到許多消費者和評論家的好評，而游戏也是終極動員令系列的首作，系列之后也在七個不同的平台发行了游戏。另外這款遊戲的種種特色廣泛被認為是造成現代即時戰略遊戲流行的原因。2007年8月31日，終極動員令系列現出版商美国艺电
于12周年庆时，曾在官方網站上釋出遊戲讓玩家自行下載。

## 操作
作為一款典型現代即时战略游戏，《終極動員令》的遊戲目標為要求玩家建造基地，然後採集資源，再來生產多樣化的軍隊，去消滅對手的部隊和基地。《終極動員令》的特色在於擁有50種不同的單位和建築，所有單位和建築都是科技樹的發展模式而來，想要獲得額外的單位、建築物和特殊能力，就必須建造需要的建築物；不過由于要求的建築物被破壞，或沒有從發電廠獲得充足的電力，导致某些高級的單位可能暫時無法使用。
玩家所有可以建造的建築物都是由「建築基地」建築物開始，有可能在任務中的戰場上，建築基地已經是提前部署完成，另外也有可能是當遊戲開始會有一輛大型的可移動的建築車輛（MCV），它可以讓玩家自由選擇合適的地點，再布署成為建築基地。假如一個建築物要開始建造，資金將會從會從介面資金欄位開始減少，直到建築物建造完成才停止。當建築基地已經完成建造新的建築物，玩家可以選擇指定可供興建的地點來擺放建築物，之後預製組件建築物會立即迅速建造在玩家所指定的地點上。基地防禦有賴於專門的防禦性建造物和圍牆，圍牆的種類有沙包、鐵絲網、混凝土牆，玩家在遊戲中可以建造的防禦性建築物有机枪塔、火箭發射塔和砲塔，但是只有光線尖碑是NOD兄弟會所獨有。
兩大陣營的科技樹和單位，很大地反映各自的獨特的戰略表現，GDI單位不但裝甲厚實、而且火力比NOD強大，不過單位的生產費用較高，還有移動較為緩慢。此外，GDI還擁有空軍和海軍的單位可供支援。防衛設施有機槍塔和火箭發射塔，後者還可以攻擊空中目標。相反地，NOD單位比較便宜和快速，不過裝甲較為薄弱，因此容易遭到摧毀。所以NOD部隊必須儘可能避免正面交鋒戰鬥，依賴於運用打帶跑戰術、積極偽裝和游击战方式取得優勢。NOD在空軍和海軍的支援有所限制，防衛設施有專門對付坦克的砲塔，還有攻擊範圍廣大的光線尖碑和面對空飛彈SAM設施。
泰伯倫是遊戲中惟一的資源（除了在某些特殊任務中有錢箱），由「採礦車」（harvester）採集，再轉送到礦石精煉場提煉成結晶，這時就能成為遊戲中的資金，泰伯倫結晶需要儲存空間，除了精煉場之外，還有「儲存庫」可以做為儲存空間，假如泰伯倫沒有提前採集完，它在遊戲戰場上會緩慢地生長與擴散，而且還會使有生命的植物，突變為「開花樹」（Blossom Trees）。開花樹會向環境四周不斷噴發種子，並且不斷在戰場上擴散與成長，另外值得注意的是，由於它們具有毒性，若步兵經過泰伯倫礦區，會減少生命值甚至導致死亡。

### 單人模式
《終極動員令》的特徵，便是由玩家的操控，主導兩大陣營故事情節發展，總共有50個任務，玩家需要完成GDI或NOD15個任務，才能成功地結束單人遊戲劇情，大部分任務關卡會有兩張以上的地圖可以選擇，難易度也有所差異，大部分任務目標都會出現剛開始的全動態影像作為提示，其大都是以真人演員作為特色，這兩項要素結合在一起，就超過60分鐘，任務大都是解決敵軍全部單位、特殊單位或目標防衛設施。《終極動員令》首創即時戰略遊戲，單人任務中多種不同的遊戲公式，例如：沒有建築基地可以建造，或任務中有特定的目標需要完成。例如：玩家在進行GDI任務時，必須先摧毀地圖上NOD所有的SAM，才能使用空中襲擊（Airstrike），但是當電腦是GDI時，空中襲擊時間一到，便會自動攻擊玩家，而不論玩家是否建造任何防空飛彈。
幾乎每個單人任務（除了剛開始的前三關）一開始，電腦通常都擁有大量的資源，而且基地已經建設完善，還有先訓練出一定數量部隊。而玩家在任務開始時，卻只有一台MCV和少量的部隊，或是從受損的基地中，將其修復完畢，再生產與訓練部隊，因此在遊戲一開始的前十分鐘，常是最為困難的部分。由於電腦在建造和單位的花費上擁有優勢。還有電腦往往在建造建築物和訓練部隊的成本遠低於玩家，這樣意味著電腦擁有無限的資源。例如，電腦把軍營變賣掉時，所獲得的資金，足以建造另一座軍營和一座光線石碑還有一個泰伯倫礦石精煉場，電腦還可以在地圖上的指定地點（除了玩家已經建造的建築物外），直接建造建築物，而玩家想要建造新的建築單位，只能按部就班，蓋在原有建築單位四周。電腦本身又擁有微操作的優勢，可以在一秒時間內，指揮數十單位行動和建造數個建築物，而玩家只能控制一個單位。電腦除了上述這些優勢之外，其還擁有很多優勢，因此造成玩家的困難和挑戰。不過電腦也有劣勢，其只會派遣小量部隊攻擊，而不是像玩家傾盡全部軍隊大規模進攻；另外玩家也會利用圍牆，將基地四面八方包圍，而電腦卻不會攻擊圍牆，將部隊停留在圍牆旁邊而按兵不動。
在單人任務中有幾種方式解決敵人。依靠精良的部隊傾盡全力發動突襲的代價是最昂貴的，往往結果是玩家損失重要單位，假如襲擊失敗，這時玩家想在生產另一批數量可觀的軍隊，再來重新攻擊一次就會變得非常困難，因為電腦擁有花費上和資源上優勢，能在短時間內輕易地迅速復原。其他的方法，經常非常有效，將部隊停留在敵軍基地，不斷將敵軍的採礦車摧毀（因為電腦會不斷的生產），直到將敵軍的資金耗盡，就無法再生產部隊和建造防衛設施，玩家到這時就可以集結成群軍隊，大肆掃除敵軍的基地和單位。另外也有更為方便和快速的方法獲得勝利，就是命令工程師進入APC，然後趁機衝入敵軍基地內，將重要建築物（例如：建築基地、戰車工廠、發電廠等等）佔領，便能敵軍癱瘓防禦能力和無法生產部隊。
《終極動員令》有五個「隱藏」的任務，只要在命令行界面輸入關鍵字「funpark」便可以進行隱藏任務。不過在原先DOS發行资料片（需要下載1.20版本）重回殺戮戰場（The Covert Operations）才可以進入到這些任務。《終極動員令》DOS1.22版本解除需要輸入參數funpark和野性之地（Untamed Land）曲目。根據《終極動員令：十年典藏》所發行的1.02版本
|  | 為《終極動員令》創建一個在目標欄中的最後添加'funpark -cd.'（不含括號）的捷径後，玩家可由此捷徑選擇在遊戲介面中選擇New Game進入funpark任務。 |

### 多人模式
最初的MS-DOS發行多人連線作為特色，那時是罕見的，還需要網路、終端線和调制解调器作為支援。之後《終極動員令》又發行黃金紀念板或Windows 95版本，多人連線可由互联网進行，與原來的DOS版本有了很大的改進。
由於Windows XP和Windows 2000中IPX協定函式庫的變化，《終極動員令》無法通過IPX連接進行網路遊戲，僅能通過通過串列或並行連接進行遊戲。Westwood工作室製作了一個補丁以關閉區域網遊戲功能，防止了失效協定造成遊戲啟動時崩潰。此問題後來由一名社群成員製作的補丁修復。。

## 劇情

### 設定
《終極動員令》背景設定在1990年代中期，來自於外太空中一顆殞石墜落在義大利的台伯河。由於降落在該地，在這樣的背景下，全世界稱這種外星物質為泰伯倫，其能從土壤深處吸取金屬並且形成結晶，所以擁有無法估計的價值。不過，它在生長的過程中會排放出致命的毒氣。
NOD兄弟會是一個古老且半宗教性質的秘密結社，彷彿預先得知這種新物質的潛力，並且在泰伯倫晶體的開採技術上，在世界上居於首屈一指的地位。他們很快掌握這種在當時全球金融市场中，最為具有價值的商品，在全球開採量上佔一半產量，在此開採情況下，利用這些資產，迅速的擴充軍隊，組織的領導人肯恩是一位有魅力和自稱救世主的人物，企圖將組織理念宣揚到全世界。
之後世界上發生一系列的慘忍無比的爆破事件，其中位於維也納的糧易交易中心遭到摧毀，最為讓世人感到恐慌，這些種種恐怖行為被認為是NOD兄弟會和領導人肯恩所指使的。在這樣的背景下，联合国安全理事会警覺到NOD有系統地開始發動統治世界的計劃，因此G7決定成立全球防衛組織，其內部的專案委員會專門出手制裁NOD的所作所為，這麼一來，NOD與GDI便在遊戲進行一場現代世界大戰。
NOD媒體計劃了一項陰謀，企圖抹黑GDI，迫使聯合國對其不信任，而中斷對GDI經費的援助。

### 支线劇情
《終極動員令》因為玩家選擇陣營，而會出現不同結局成為它的特色。如果玩家選擇全球防衛組織（GDI）陣營，玩家（詹姆斯.索羅門）會接受馬克·傑米森·謝柏德將軍的委託，終極目標就是掃除NOD在歐洲的勢力，玩家除了完成任務之外，還要保護當地居民和科學家的生命與安全，避免他們遭受NOD部隊的襲擊。玩家會在下列國家如波蘭、德國、奧地利、捷克、希臘等等地方進行任務，最後，會來到波士尼亞的塞拉耶佛，那裡是NOD的大本營，領導人凯恩也在那邊。玩家可以決定使用離子加農砲或是武力攻擊摧毀NOD神殿（結局動畫不同）。
如果由NOD兄弟會進行單人任務，玩家一開始會接受兄弟會襄理塞特的委託，之後塞特試圖不理會凯恩的命令，要求玩家與美國對抗，於是凯恩藉機殺死塞特，從此之後他便會委託玩家執行任務。玩家會接受組織的委託，終極目標為殲滅GDI在非洲的勢力，常規戰和非常規戰給予NOD在衝突當中，擁有決定性的優勢，玩家最終目標是得到GDI的終極武器離子加農砲和NOD神殿建造在南非的土地上。完成全部任務後，玩家可以用離子加農砲推毀一座歷史性地標，可選擇的目標有白宮、威斯敏斯特宫、艾菲爾鐵塔和布蘭登堡門。

## 開發
《終極動員令》深具研發者的特性，而且是西木工作室的力作之一，從1993年開始研發製作，根據前執行製作人與西木創始人布雷特·斯佩雷（Brett Sperry）表示：《終極動員令》是由《沙丘魔堡2》發展而成"，《沙丘魔堡2》即時戰略遊戲系列的始祖，《終極動員令》根據其基礎而開發而成根據斯佩雷表示：由於沙丘魔堡，在商業上取得重要成功，改變了RTS遊戲的生態，造成《終極動員令》的誕生。
《終極動員令》虛構原創概念由布雷特·斯佩雷、伊迪·拉臘莫爾（Eydie Laramore）和约瑟夫·博斯蒂克（Joseph Bostic），不同於先前的《沙丘魔堡2》，《終極動員令》原先意圖製作為一款严肃奇幻的遊戲，而充滿巫師和戰士色彩，然而，1990年代早期政治環境和特殊地海湾战争事件，讓製作團隊感覺到一個現代戰爭環境，可能更容易發揮根據西木創作人之一：新聞中的戰爭和恐怖主義的威脅深入人心。明確地影響在C&C的虛構世界，雖然平行時空避免真實戰爭的議題，為了同時代的世界與同時代的政治，我們想要製作一個同時代的戰爭。在那時，布雷特·斯佩雷曾經說過下個世代的戰爭型態不是國對國，而是西方社會和擁有一種無政府恐怖主義的組織的對抗，此番話深具預言性，在會面中，飾演肯恩的演員約瑟夫·大衛·庫坎提到NOD兄弟會是由Eydie Laramore特別構想出來的，他們兩人曾經廣泛深入地討論聖經的暗喻和構思遊戲背景故事。
泰伯倫物質被引進取代《沙丘魔堡2》的香料，用來做基地建設和生產部隊的資金，路易斯·卡斯爾曾說明：“我們解決在製作RTS上，一個根本性的問題，我們想要一個重要的資源，使每個人進行對戰。沙丘魔堡有香料，這是一個很好的構想——和它可以繼續使用當我們想到泰伯倫的想法。成為C&C系列世界觀的重要角色，因為人們爭論這一種有限的資源代表財富和勢力”，泰伯倫原始的構想受到1957年的B級片巨石怪的啟發。
《終極動員令》的音樂大都主要由法蘭克·克雷帕斯基撰曲和製作，他是西木工作室的前音效製作者和遊戲音樂作曲者。原有的遊戲音軌可以在他的網站上聽到，網站上有許多音樂是從遊戲中所剪接下來的，其中絕大多數都是從DOS版本和資料片而來。

### 發行
1995年，《終極動員令》發行後，已經被許多遊戲平台移植再發行。
《終極動員令》曾經為了Windows 95而重新發行。特徵在於改進遊戲界面，變得較小而精緻，《命令与征服：红色警报》，但核心引擎是完全不變的。新遊戲引擎運行的分辨率是640×400，是原來的320×200解析度兩倍。原來640×480原來是可行，但是圖形的縮放與顯示而產生問題，會使遊戲長寬比產生扭曲。重回殺戮戰場也被安裝內建在《終極動員令》黃金紀念版。麦金塔电脑運行Windows 95/黃金版本有更佳的表現，提供640×480畫面解析度和GUI圖形佳於各種不同控制埠。重回殺戮戰場的PC版本"也可以安裝在Mac上，從重回殺戮戰場磁片上複制兩個檔案，開始以"sc"出現在《C&C》摺疊器上和增加遊戲金額。用手動處理方面將「sc」檔案複製在Windows 95版本上。
世嘉土星的遊戲版本展示出幾乎近似原來MS-DOS發行的版本。這個版本可以用英語、德語、法語或日本語發音，根據語言設定系統來改變，雖然FMV的語言版本仍然維持在發行版本(英語是發行最為廣泛的版本，不過其餘的版本在他們的國家，擁有獨佔性地位)。PlayStation所發行的版本與世嘉土星十分接近，但是，它擁有前者所沒有的5個新任務。遊戲與PlayStation的連結線並不相容，排除多人連線的選項。重回殺戮戰場還是包括在內。該版本發行在歐洲的PlayStation Network。
任天堂64的版本擁有3D化，不過地貌仍然接近於原始遊戲版本。遊戲提供 640×480模式高解析度和重現PC版本的MIDI原聲帶。不過遊戲過場動畫，因為受限於卡匣容量而移除，而由靜態圖片所代替，還包括過場動畫音軌被3D即時影像所代替。任天堂64版本的發行並沒有重回殺戮戰場，但是擁有4個新任務，它們被稱為「Special Ops」。
為了紀念《終極動員令》發行滿12周年，EA讓《終極動員令：泰伯倫黎明》可以使玩家免費下載，不過現在已不能從EA的網站免費下載。

### 資料片
重回殺戮戰場
1996年，西木工作室發行《終極動員令》的資料片：「重回殺戮戰場」，裡面主要包括15個新的單人任務，10張多人連線地圖和7首遊戲音樂。不像原版遊戲，資料片任務普遍難度比較高而且沒有新的過場動畫（將主程式的動畫重覆使用）。資料片遊戲音樂已經無法在DOS播放，而且沒有收錄在Windows 95的黃金紀念版。
特殊戰場
任天堂64和PlayStation有額外的任務稱為特殊戰場（Special Operations）。本來只有在它們的平台上才有，並沒有出現在PC版本，後來有熱心的玩家將這些任務，解壓縮做為檔案補充包，上傳到網站上提供玩家免費下載extracted by fans。
《最後的倖存者》
最後的倖存者是屬於《終極動員令》中多人玩家對戰中的衍生作品。以死亡竞赛風格做為遊戲特色，玩家開設一個競技空間，遊戲方式為控制原版《終極動員令》中的全部單位的其中一個，並且將單位的火力、裝甲、速度和攻擊範圍等數值量化，最後的倖存者被認為是一款第一人称射击游戏，因為擁有競技空間的俯视图，但由于没有故事情节和只有单人训练模式以及使用的是《終極動員令》的老图像引擎，这款游戏以多人网络对战为主的游戏并没有太成功，也没有被收入2005年发行的《終極動員令：十周年纪念版》。

## 評價
1995年，《終極動員令》發行後受到廣泛的佳評，遊戲成功呈現以1990年代為背景的即時戰略遊戲，成為在RTS系列遊戲之中，受到玩家普遍的歡迎，許多職業評析認為《終極動員令》在RTS遊戲中的具有「傳奇性地位與象徵性意義」，之後又發行12款相關系列的遊戲，2003年，《終極動員令：將軍》賣出2100千萬套，《終極動員令》後來被美商藝電作為免費軟體提供下載。
《終極動員令》開創以真人版（live action） 全動態影像（full-motion video）過場動畫（cutscenes）風格做為遊戲特色。這些場景做為玩家進行任務的目標與提示，其中約瑟夫·大衛·庫坎和譚雅·布拉西耶（Tanya Brassie）成為往後《終極動員令》遊戲系列的代表人物。
遊戲滿足在CD-ROM容量的需求。然而，每套《終極動員令》都有兩塊遊戲光碟，多人對戰功能促使玩家購買的可能性（雖然每片光碟代表著不同單人任務）。西木工作室曾在遊戲包裝上貼上一句口號「A second copy, so you and your friend can destroy each other」。這種現象導致《終極動員令》是第一款可以進行網路連線對線作為特色的遊戲，同時這也是《終極動員令》被認為在外界獲得如此空前成功的因素。

## 外部連結
- 系列开发商：美商藝電 （页面存档备份，存于）（英文）
- Westwood Remembered （页面存档备份，存于）（英文） (Reconstruction of the official Westwood Studios website from around 1997.)
- Command and Conquer Wiki - A Guide To The Command & Conquer Universe